# Patto
Patto war ein Rapduo aus Deutschland. Es wurde 1983 in München gegründet und bestand aus dem Schlagerkomponisten Thomas Fuchsberger (1957–2010) und dem Rapper Patrick Gammon (1956–1996). Der Bandname ist ein Akronym aus den Anfangsbuchstaben der beiden Vornamen.

## Werdegang
Fuchsberger, Sohn des Schauspielers Joachim Fuchsberger, hatte seit Beginn der 1980er Jahre eine Karriere als Schlagerkomponist verfolgt und zweimal am deutschen Vorentscheid zum Eurovision Song Contest teilgenommen. Gammon begann seinen Werdegang als Pianist bei Ike & Tina Turner. In den 1970er Jahren kam er nach München und arbeitete als Studiomusiker. Zwischen 1978 und 1985 veröffentlichte er fünf Soloalben.
Unter dem Namen Patto erschien im Jahr 1983 die Single Black and White, die die Top Ten der deutschen Charts erreichte. Folgende Veröffentlichungen, darunter auch das einzige Album des Duos, erzielten keine nennenswerten Erfolge.

## Diskografie

### Alben
- 1984: Patto

### Singles
- 1983: Black and White
- 1984: Casablanca
- 1984: D.A.N.C.I.N./T.A.N.Z.E.N.